# T-pose
 (août 2024).

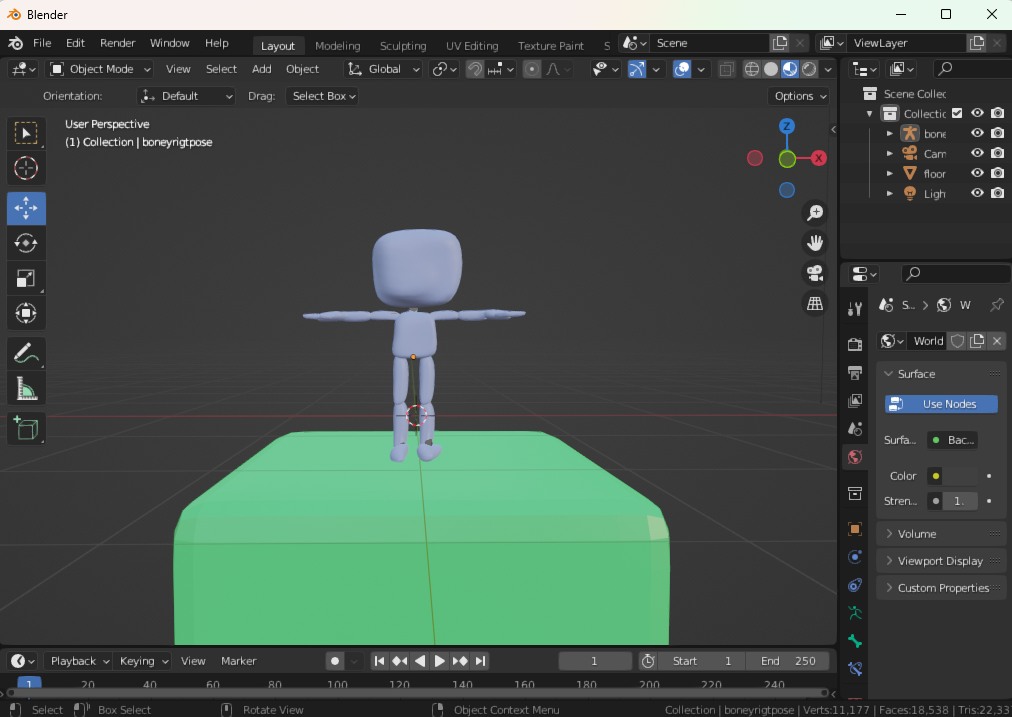
Exemple d'un modèle de pose en T dans Blender 3D

Dans l'animation par ordinateur, la pose en T (de l'anglais T-pose), également connue sous le nom de pose de liaison ou pose de référence, est une pose par défaut pour le  modèle 3D avant qu'on puisse l'animer. Son nom vient de la forme du modèle humanoïde semblable à un T. D'autres versions de la pose sont aussi utilisées comme la pose en A, lorsque les bras sont inclinés vers le bas et la pose en Y si les bras sont inclinés vers le haut.

## Usage
La pose en T est principalement utilisée comme pose par défaut des squelettes en animation 3D, pour qu'ils puissent être manipulés par les animateurs pour former une animation à leur guise.
Les poses en T sont généralement utilisées comme espaces réservés pour une animation non finie, en particulier dans les jeux vidéo en 3D. Pour les films utilisant la capture de mouvement comme support, l'acteur en combinaison doit prendre une pose en T pour mieux aider certains logiciels à prendre en compte le model.

## Mème Internet
La pose en T est devenue à partir de 2016 un mème Internet, cette pose peu connue du grand public peut se voir dans les glitchs de jeux vidéo lors d'un problème de la console ou d'un bug. En raison de son apparence bizarre et dénaturée, il est utilisé comme un aspect d'horreur d'internet, d'ironie ou de surréalisme pouvant parfois se rapprocher à la crucifixion,.

## Voir également
- Rigging
- L'Homme de Vitruve, un diagramme de Léonard de Vinci avec la figure d'un homme faisant une figure proche de la pose en T
- La Crucifixion de Jésus dans la Bible